# Svetislav Glišović
Svetislav Glišović (Beograd, 17. rujna 1913. – Oissel kraj Pariza, 10. ožujka 1988.) bio je srbijanski nogometaš i nogometni trener. Igrao je za Jugoslaviju.
Igrao je za beogradski BSK.
Bio je najbolji strijelac prve lige sezone 1939./40. s 10 pogodaka.